# Lumper
Lumper est une variété de pomme de terre historique, qui a été très largement cultivée en Irlande, jusqu'en 1845, date de la première attaque du mildiou, à l'origine de la grande famine qui dévasta l'île de 1845 à 1848.
Cette variété, originaire d'Écosse, s'est fortement diffusée en Irlande au début du XIXe siècle grâce à son excellent rendement, sa résistance reconnue à la maladie du curl ou frisolée, qui n'était pas alors identifiée comme une maladie virale, et malgré sa piètre qualité, qui l'avait fait recommander en premier pour l'alimentation du bétail. C'était la principale variété cultivée par la classe des paysans qui consommaient 5 à 6 kg de pommes de terre par jour et par personne et qui en nourrissaient aussi les cochons.
Elle n'est plus cultivée mais est conservée dans certaines collections du Royaume-Uni et d'Irlande, notamment dans le Tops Potato Propagation Centre situé à Raphoe (comté de Donegal).
Toutefois un producteur de Glens d'Antrim (Irlande du Nord) qui commercialise une gamme de variétés spéciales a décidé de remettre en culture la 'Lumper' en 2012 et la propose dans un supermarché local à la veille de la fête de la Saint-Patrick (17 mars 2013). 
Les tubercules de la 'Lumper' sont de forme ovale, irrégulière, aux yeux enfoncés, à la peau blanche rugueuse et à la chair jaune crème. La plante, de hauteur moyenne au port dressé, aux feuilles composée d'une foliole terminale moyenne et de folioles latérales petites, et à l'abondante floraison de fleurs blanches qui tombent rapidement par abscission.